# Simalio biswasi
Simalio biswasi là một loài nhện trong họ Clubionidae.
Loài này thuộc chi Simalio. Simalio biswasi được miêu tả năm 1991 bởi Majumder & Benoy Krishna Tikader.